# Anstalt (Recht)
Eine Anstalt stellt eine Zusammenfassung persönlicher und sächlicher Mittel (Gebäude und Personal) zur dauernden Erfüllung bestimmter Aufgaben dar. Sie ist eine dauernden wirtschaftlichen oder anderen Zwecken gewidmete juristische Person und hat Benutzer, keine Mitglieder.
Der Anstaltsbegriff muss von Stiftungen und Körperschaften abgegrenzt werden: Stiftungen stellen eine Vermögenswidmung mit Rechtspersönlichkeit, die von eigens ernannten Organen verwaltet wird, dar. Körperschaften wiederum sind mitgliedschaftlich verfasste Zusammenschlüsse von Personen.

## Grundsätzliche Erscheinungsformen der Anstalt
Anstalten werden in
- kirchliche Anstalten
- öffentlich-rechtliche Anstalten (Anstalten des öffentlichen Rechts)
- privatrechtliche Anstalten (Anstalten privaten Rechts – nur in Liechtenstein)

unterschieden.

### Wortherleitung
Johann Christoph Adelung in Grammatisch-kritisches Wörterbuch der Hochdeutschen Mundart (1811) führt zum Begriff „Anstalt“ aus, dass es zwei Grundbedeutungen des Wortes gibt:
1. die Handlung des Anstellens, der Vorbereitung einer Sache (z. B. „Anstalt zum Essen, zu einem Gastmahle, zu einer Reise machen“);
2. dasjenige, was angestellt oder angeordnet wird („Eine jede nach gewissen Regeln mit Personen und Sachen gemachte Einrichtung. Öffentliche Anstalten, welche von der Obrigkeit zum allgemeinen Besten gemacht werden. Privat-Anstalten, welche von Privat-Personen zu ihrem besonderen Nutzen gemacht werden. Bürgerliche, kirchliche, Justiz-Polizey-Manufactur-Anstalten u. s. f. Auf diese Art werden nicht nur Städte und Dörfer selbst, sondern auch alle in denselben befindliche Collegia, Innungen und Zünfte, Manufacturen, Arbeits-Zucht- und Waisenhäuser, Kunst- und Werkschulen u. s. f. Anstalten genannt.)“

### Historische Entwicklung
Die Stiftung und die Anstalt waren ursprünglich vorwiegend Einrichtungen des öffentlichen und des kirchlichen Rechts, nicht des Privatrechts.
Die kirchliche Anstalt wird seit dem 4. Jahrhundert als anerkanntes eigenes rechtliches Gebilde genannt. Auf diese kirchlichen Anstalten fanden die kanonischen Grundsätze über Corporationen und weitgehend das kanonische Recht Anwendung. Die Verwaltung erfolgte i. d. R. durch den Bischof, Abt oder Pfarrer selbst oder unter deren Aufsicht. Erst seit dem Mittelalter sind auch selbständige Anstalten für andere als kirchliche Zwecke errichtet bzw. anerkannt worden. Die Verwaltung oblag der weltlichen Hand bzw. Laien. Seit dem 13. Jahrhundert sollen auch zahlreiche Armen- und Krankenanstalten gegründet worden sein. Seit dem 16. Jahrhundert hat die erstarkte weltliche Gewalt auch die Aufsicht über kirchliche Kooperationen, Stiftungen und Anstalten beansprucht. Die selbständige Stiftung wurde dabei weder vom Preußischen Allgemeinen Landrecht (1794) noch vom französischen Code civil (1804) anerkannt, sondern als ein Unterfall der Kooperation gesehen.
Selbständige privatrechtliche Anstalten als eigenständige Gesellschaftsrechtsform (juristische Person) sind im deutschsprachigen Raum insbesondere im Fürstentum Liechtenstein bekannt und durchaus verbreitet. Auch im Schweizer Zivilgesetzbuch sind sie erwähnt (Art. 52 ZGB).

## Deutschland
In Deutschland sind die (rechtlich verselbständigten) Anstalten des öffentlichen Rechts mögliche Träger der mittelbaren Staatsverwaltung, so z. B. öffentliche Sparkassen oder öffentlich‐rechtliche Rundfunkanstalten. Als eigenständige Rechtssubjekte sind in Deutschland gegenwärtig nur öffentlich-rechtliche Anstalten bekannt. Der allgemeine Anstaltsbegriff als Zusammenfassung von Sach- und Personalmitteln zugunsten eines bestimmten Zwecks findet sich allerdings auch jenseits der rechtsfähigen Anstalten öffentlichen Rechts. Im öffentlichen Bereich stellen Anstalten daher eine mögliche Organisationsform für öffentliche Einrichtungen dar.

## Österreich
In Österreich sind heute ebenfalls nur Anstalten öffentlichen Rechts bekannt. Von 1919 bis 1934 bestand die Möglichkeit, Unternehmen in Form der gemeinwirtschaftlichen Anstalt zu errichten.

## Schweiz
In der Schweiz erlangen die einem besonderen Zweck gewidmeten, selbständigen privaten Anstalten das Recht der Persönlichkeit (Rechtsfähigkeit) durch die Eintragung in das Handelsregister (Art. 52 ZGB).

## Fürstentum Liechtenstein
Das liechtensteinische Rechtssystem kennt vier Grundtypen von selbständigen Anstalten im engeren Sinn:
- die Anstalt nach öffentlichem Recht (Art. 78 Abs. 4 LV),[3]
- die öffentlich-rechtliche Anstalt (Art. 534 Abs. 2 PGR1.),
- die gemeinwirtschaftliche Anstalt (Art. 577 ff. PGR) und
- die Anstalt nach privatem Recht (Art. 534 Abs. 1 PGR).

Die Anstalten sind in Liechtenstein weitgehend im liechtensteinischen Personen- und Gesellschaftsrecht (PGR) geregelt.